# Rossell
|  | Per a altres significats, vegeu «Rossell (desambiguació)». |

Rossell és un municipi del País Valencià situat a la comarca del Baix Maestrat. Limita amb la Pobla de Benifassà (Baix Maestrat), Vallibona (Ports), Canet lo Roig (Baix Maestrat) i la Sénia (Montsià, a Catalunya). Compta amb dos nuclis més: Bel i les Cases del Riu.

## Geografia
Està situat en el sector septentrional de la comarca, en el límit amb la província de Tarragona. Travessen el seu terme els rius Cervol i Sénia. El clima és mediterrani amb hiverns suaus i estius poc calorosos.
Pel que fa al relleu, s'hi distingixen tres zones: al nord, la més muntanyosa i elevada (Muntanyes de Benifassà), amb l'antic terme de Bel inclòs; una zona intermèdia de transició on se situa el nucli poblacional de Rossell; i l'àrea meridional de les Planes, on es troben els camps de cultiu. A més del riu Cervol i del riu de la Sénia que travessen el terme, este és drenat pel barranc de Requena (que travessa per la part central en direcció nord-oest/sud-oest) i els seus afluents, el barranc dels Tóner i el de la Sotarraina; i pel barranc de l'Ullastre.
En 1972 va annexionar-se el terme municipal de Bel; és per això que avui part del seu territori pertany a la subcomarca de la Tinença de Benifassà.

## Història
A les coves de les Bruixes, de Blai o Barberana trobem els primers indicis de poblament humà. Així, al Polseguer, el coll del Moro, el Carrasclet i el mas de Vito hi ha restes dels ibers i dels romans, com ara un bust de marbre del segle I aC. Els musulmans hi van fundar el llogaret que ha perviscut fins als nostres dies com a Bel, i que fou ocupat per Pere II (1177-1213) en 1208, conquerit definitivament per Jaume I (1208-1276) i fundat com a poble per Blasc d'Alagó. Va ser manat poblar amb carta pobla de 1237, per Hug de Follalquer, mestre de l'orde de Sant Joan de l'Hospital, i pagaven els pobladors al monestir de Benifassà els dos terços del delme. Uns anys després fou involuntària protagonista d'un plet entre el monestir de Benifassà i els hospitalers pel seu senyoriu que, el 1286, recau en la Batlia de Cervera, de la qual era el poblet més petit. En 1317 la Batlia esdevé propietat de l'Orde de Montesa i estigué sota eixe senyoriu fins al XIX. Resultà incendiada durant la Guerra dels Segadors el 1648 pel mariscal francés Schonberg. El 1705 Felip V (1683-1746) va fortificar Bel; en el segle xix va ser zona d'operacions del carlista Ramon Cabrera i de diferents roders com ara Salom, Tarranc o Currutaco.
L'any 1972 el municipi de Bel va agregar-se a Rossell.

## Demografia
| Evolució demogràfica (des de 1877) Censos de població | Evolució demogràfica (des de 1877) Censos de població | Evolució demogràfica (des de 1877) Censos de població |
| ----------------------------------------------------- | ----------------------------------------------------- | ----------------------------------------------------- |
|                                                       |                                                       |                                                       |
| Nota:                                                 | (*) En 1971 s'integra Bel en el municipi de Rossell.  |                                                       |
|                                                       | Font: Institut Nacional d'Estadística                 |                                                       |

| Població | 1119 | 1230 | 1272 | 1277 | 1291 | 1260 | 1275 | 1228 | 1217 | 1187 | 1189 | 1164 | 1160 | 1097 |

## Política i govern

### Composició de la Corporació Municipal
El Ple de l'Ajuntament està format, des de 2019, per 7 regidors. Abans en tenia 9. En les eleccions municipals de 26 de maig de 2019 van ser elegits 6 regidors del Partit Socialista del País Valencià (PSPV-PSOE) i 1 del Partit Popular (PP).
| Eleccions municipals de 26 de maig de 2019 - Rossell                                                                           |                                          |                                     |                                     |      |          |          |
| Candidatura | Candidatura                              | Candidatura                         | Cap de llista                       | Vots | Vots     | Regidors |
| | Partit Socialista del País Valencià-PSOE |                                     | Evaristo Martí Vilaró               | 430  | 75,31%   | 6 (-1)   |
| | Partit Popular                           |                                     | Ernesto Santiago Serret Benito      | 96   | 16,81%   | 1 (-1)   |
| | Vots en blanc                            |                                     |                                     | 45   | 7,88%    |          |
| Total vots vàlids i regidors                                                                                                   | Total vots vàlids i regidors             | Total vots vàlids i regidors        | Total vots vàlids i regidors        | 571  | 100 %    | 7 (-2)   |
| | Vots nuls                                | Vots nuls                           | Vots nuls                           | 30   | 4,99%    |          |
| Participació (vots vàlids més nuls)                                                                                            | Participació (vots vàlids més nuls)      | Participació (vots vàlids més nuls) | Participació (vots vàlids més nuls) | 601  | 76,76%** |          |
| Abstenció | Abstenció                                | Abstenció                           | Abstenció                           | 182* | 23,24%** |          |
| Total cens electoral | Total cens electoral                     | Total cens electoral                | Total cens electoral                | 783* | 100 %**  |          |
| Alcalde: Evaristo Martí Vilaró (PSPV) (15/06/2019) Per majoria absoluta dels vots dels regidors (6 vots de PSPV)               |                                          |                                     |                                     |      |          |          |
| Fonts: JEC, JEZ Vinaròs, M. Interior, Periòdic Ara. (* No són vots sinó electors. ** Percentatge respecte del cens electoral.) |                                          |                                     |                                     |      |          |          |

### Alcaldia
Des de 1999 l'alcalde de Rossell és Evaristo Martí Vilaró del Partit Socialista del País Valencià (PSPV-PSOE).
| Període                       | Alcalde o alcaldessa       | Partit polític | Data de possessió | Observacions |
| ----------------------------- | -------------------------- | -------------- | ----------------- | ------------ |
| 1979–1983                     | José Bel Bel               | PSPV-PSOE      | 19/04/1979        | --           |
| 1983–1987                     | Domingo Gavalda Cuartiella | PSPV-PSOE      | 28/05/1983        | --           |
| 1987–1991                     | Jesús A. Vicente Fenollosa | CDS            | 30/06/1987        | --           |
| 1991–1995                     | Lorenzo Verge Auxán        | CDS            | 15/06/1991        | --           |
| 1995–1999                     | Lorenzo Verge Auxán        | PP             | 17/06/1995        | --           |
| 1999–2003                     | Evarist Martí Vilaró       | PSPV-PSOE      | 03/07/1999        | --           |
| 2003–2007                     | Evarist Martí Vilaró       | PSPV-PSOE      | 14/06/2003        | --           |
| 2007–2011                     | Evarist Martí Vilaró       | PSPV-PSOE      | 16/06/2007        | --           |
| 2011–2015                     | Evarist Martí Vilaró       | PSPV-PSOE      | 11/06/2011        | --           |
| 2015–2019                     | Evarist Martí Vilaró       | PSPV-PSOE      | 13/06/2015        | --           |
| 2019-2023                     | Evarist Martí Vilaró       | PSPV-PSOE      | 15/06/2019        | --           |
| Des de 2023                   | Evarist Martí Vilaró       | PSPV-PSOE      | 17/06/2023        | --           |
| Fonts: Generalitat Valenciana |                            |                |                   |              |

## Economia

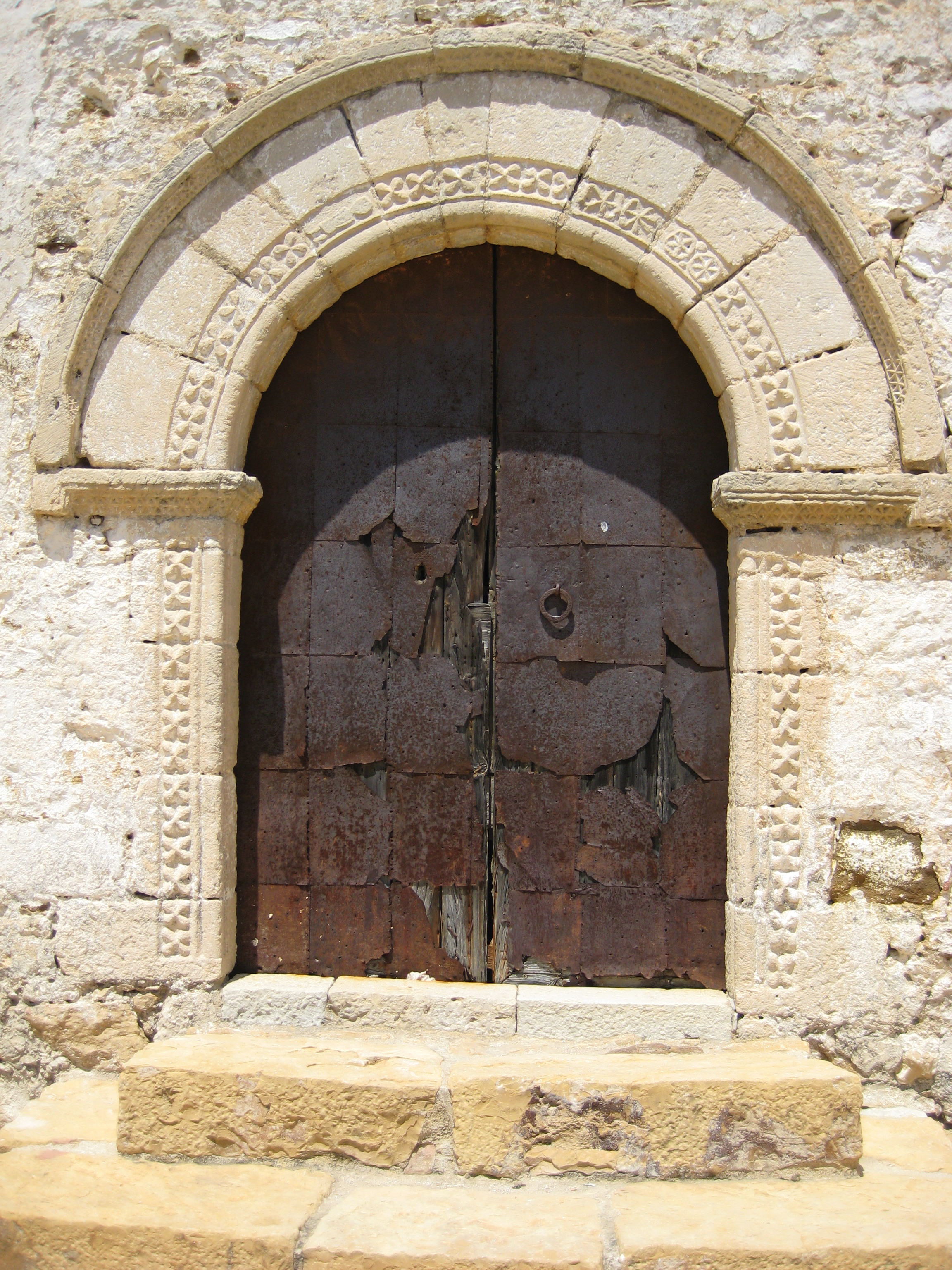
Portada romànica de l'església de Sant Jaume de Bel

L'economia de Rossell es basa en una agricultura de secà (principalment oliveres i ametlers) i una certa indústria (construcció, mobles, alimentació) ajudades per l'explotació de granges de porcs, pollastres i conills.

## Monuments
- Restes de les muralles, declarades Bé d'Interés Cultural.
- Església dels Sants Joans. L'església parroquial presenta una façana barroca amb certes influències classicistes. Això ens fa creure que és del segle xviii, moment en el qual es va produir un creixement important del poble. Declarada Bé de Rellevància Local (BRL), dintre de la tipologia Edificis religiosos-esglésies.
- Església de Sant Jaume de Bel. L'església de Bel és, gràcies a la seua portalada, l'exemple més reeixit d'art romànic a la comarca. Declarada Bé de Rellevància Local (BRL) dintre de la tipologia Edificis religiosos-esglésies.
- Ermita de Sant Marc. Capelleta al cim d'una elevació, al nord del poble.

## Festes i celebracions
- Sant Antoni. Se celebra el cap de setmana corresponent al 17 de gener.
- Fira de Sant Josep. Fira de maquinària, comercial i industrial celebrada el cap de setmana següent al 19 de març.
- Festes majors. Se celebre en honor de l'Assumpció de la Mare de Déu, al voltant del 15 d'agost.

## Rossellans il·lustres
- Vicent Fonollosa Pla, metge internista a l'Hospital Universitari Vall d'Hebron i degà de la Facultat de Medicina de la Universitat Autònoma de Barcelona